# جزر منقط
جزر منقط (الاسم العلمي:Daucus guttatus) هو نوع من النباتات يتبع جنس الجزر من الفصيلة الخيمية.

## مرادف
- Daucus setulosus